# Linea Wakasa
La ferrovia Wakasa (若桜線?, Wakasa-sen) è una ferrovia regionale a scartamento ridotto situata fra le cittadine di Yazu e Wakasa, entrambe nella prefettura di Tottori. Nei pressi della stazione di Kōge è possibile effettuare l'interscambio con la linea Inbi della JR West, mentre al capolinea di Wakasa non esistono altri collegamenti ferroviari.

## Caratteristiche
La linea è costituita da 9 stazioni lungo un percorso a binario unico non elettrificato di circa 19 km.
- Percorso: 19,2 km
- Scartamento: 1.067 mm
- Numero di stazioni: 9
- Numero di binari: tutta la linea è a binario singolo
- Elettrificazione: assente
- Sistema di blocco: automatico speciale
- Massima velocità consentita: 65 km/h

## Traffico
Sulla linea vengono effettuate 10 coppie di treni al giorno con esercizio a spola, a causa dell'assenza di infrastrutture per l'incrocio di treni lungo il percorso. La frequenza tipica è di un treno ogni 2 ore.

## Stazioni
- Tutte le stazioni si trovano nel distretto di Yazu della prefettura di Tottori
- Tutti i treni fermano in tutte le stazioni

| Stazione      | Giapponese | Distanza interst. | Distanza totale | Collegamenti | Posizione |
| ------------- | ---------- | ----------------- | --------------- | ------------ | --------- |
| Kōge          | 郡家       | -                 | 0,0             | Linea Inbi   | Yazu      |
| Yazu-Kōkō-mae | 八頭高校前 | 0,9               | 0,9             |              | Yazu      |
| Inaba-Funaoka | 因幡船岡   | 1,5               | 2,4             |              | Yazu      |
| Hayabusa      | 隼         | 2,0               | 4,4             |              | Yazu      |
| Abe           | 安部       | 2,7               | 7,1             |              | Yazu      |
| Hattō         | 八東       | 2,7               | 9,8             |              | Yazu      |
| Tokumaru      | 徳丸       | 1,8               | 11,6            |              | Yazu      |
| Tampi         | 丹比       | 1,9               | 13,5            |              | Yazu      |
| Wakasa        | 若桜       | 5,7               | 19,2            |              | Wakasa    |